# 營團地下鐵日比谷線事故
營團地下鐵日比谷線事故是一宗於2000年3月8日上午9时1分左右，發生於東京營團地下鐵（今东京地下铁）日比谷線的嚴重鐵道事故。事件中，一列地鐵列車在通過中目黑站附近一個道岔時突然出軌，並撞向另一列行駛中的列車，共釀成5人死亡，64人受傷的慘劇。

## 概要
涉事的列车为一列从北千住开往菊名的各站停车列车（车次号A681S、营团03系电力动车组03-102编成），该列车的最后一节车厢（编号03-802）在中目黑站前急弯出口的缓和曲线部分上的时候，位于弯道外侧的车轮侧向脱轨。由于线路上有一个道岔，列车越过邻近线路，与反方向开来的由中目黑开往竹之塚的各站停车列车（车次号B801T、东武20000系电力动车组20050型21852编成）侧面相撞而失事。死亡的5名乘客都在东武侧车辆的第6节车厢（编号モハ23852）。
东京消防厅在9时8分接到“电车起火，多人受伤”的报警，之后消防队、救援队、急救队均接到指令赶赴现场。随后，到达现场的消防队报告说有多人受伤，请求援助，于是在9时29分派出了支援队伍。除29个急救队之外，另有共77支消防队和急救队进行了救援活动。

## 事故原因與對策
其中一節車廂的車輪負荷重量不均勻，事故現場曲率半徑160m的急彎未設置護軌等。
事故後，針對全日本鐵路業者依序提出指示
- 半徑200m以下之曲線緩和曲線部分護軌設置（2000/03/16通過、同時開始實施）。
- 輪重比管理值10%以内（左右的平均值±10%）（2000/04中旬公告，5月實施）。

此事故也是日本航空事故調查委員會改組成航空、鐵道事故調查委員會的契機。